# 11 Pułk Ułanów (austro-węgierski)
Czeski Pułk Ułanów Nr 11 (niem. Ulanenregiment Aleksander II. Kaiser von Ruβland Nr 11 – pułk kawalerii cesarskiej i królewskiej Armii.

## Historia pułku
W 1814 roku został utworzony Pułk Szwoleżerów Nr 7 (niem. Chevaux-legers-Regiment Nr. 7). 
W latach 1880–1885 sztab pułku i kadra uzupełniająca (od 1882 roku kadra zapasowa) stacjonowała w Żółkwi. W 1885 roku sztab pułku razem z kadrą zapasową został przeniesiony do Stockerau.
W 1888 roku sztab pułku został przeniesiony do Krakowa, a kadra zapasowa do Stryja. 
W 1889 roku sztab pułku razem z 1. dywizjonem stacjonował w Krakowie, a 2. dywizjon w Bochni. Pułk został włączony w skład 11 Brygady Kawalerii w Tarnowie. Kadra zapasowa pozostawała w Stryju na terytorium 11 Korpusu, z którego pułk otrzymywał rekrutów.
W 1890 roku została zmieniona nazwa wyróżniająca pułku z „Galicyjski” na „Czeski”. Zmiana nazwy pozostawała w związku ze mianą okręgu uzupełnień. Od tego roku pułk otrzymywał rekruta z terytorium 9 Korpusu.
W 1891 roku dywizjony pułku zmieniły garnizony. Pierwszy dywizjon został skierowany do Bochni, a drugi do Krakowa.
Do 1900 roku pułk stacjonował na terytorium 10 Korpusu (sztab pułku i 2. dywizjon w Przemyślu, 1. dywizjon w Radymnie) i wchodził w skład 5 Brygady Kawalerii. Kadra zapasowa stacjonowała w Terezinie (niem. Theresienstadt) na terytorium 9 Korpusu, z którego pułk otrzymywał rekrutów.
W 1900 roku pułk został przeniesiony do Pardubic (niem. Pardubitz) i włączony w skład 9 Brygady Kawalerii. Kadra zapasowa nadal stacjonowała w Terezinie. Dyslokacja i podporządkowanie pułku nie uległo zmianie do 1914 roku.
Żołnierze nosili czapki wiśniowe, guziki srebrne.

## Skład pułku
- Komenda
- 1 dywizjon
- 2 dywizjon
- pluton pionierów
- patrol telegraficzny
- szwadron zapasowy

W skład każdego dywizjonu wchodziły trzy szwadrony po 117 ułanów. Stan etatowy liczył 37 oficerów oraz 874 podoficerów i żołnierzy.

## Szefowie pułku
Kolejnymi szefami pułku byli:
- FML Johann Nepomuk von Nostitz-Rieneck(inne języki) (1815 – †22 X 1840),
- FML Karl Kress von Kressenstein(inne języki) (1840 – 1849),
- car Rosji Aleksander II (1855-1881),
- car Rosji Aleksander III (1881-1894)[2].

Drugimi szefami pułku byli:
- GdK Karl Kress von Kressenstein (1849 – †26 I 1856),
- FML August Friedrich Karl Wilhelm von Eynatten (1856 – †8 III 1860)[2].

## Czescy ułani
Komendanci pułku
- płk Ernst von der Wense (1880 – 1885 → komendant 15 Brygady Kawalerii w Debreczynie[11])
- płk Bernhard von Vahlkampf (1885[3] – 1886 → urlopowany)
- płk August Dillen-Spiering (1886 – 1888 → stan spoczynku)
- płk Heinrich Polko (1888[4] – )
- płk Julius Longard von Longgarde ( – 1900 → komendant 11 Brygady Kawalerii)
- płk Maximilian von Falkenstein (1900 – 1901)
- ppłk / płk Lothar Unterrichter von Rechtenthal (1901 – 1907 → komendant 18 Brygady Kawalerii)
- ppłk / płk Zygmunt von Micewski (1907 – I 1913 → komendant 9 Brygady Kawalerii)
- płk Friedrich Prochaska (1913 – 1914[2])

Oficerowie
- Rajmund Baczyński (1874-1875)
- ppłk Leon Laskowski
- rtm. Julian Jan Fischer-Drauenegg (w latach 1877–1894)
- rtm. Kazimierz Łączyński
- por. Włodzimierz Tyszkiewicz
- ppor. Franciszek Ksawery Piniński
- mjr. Adolf Odkolek von Újezd (1916)